# Kamienica Klemensowska w Warszawie

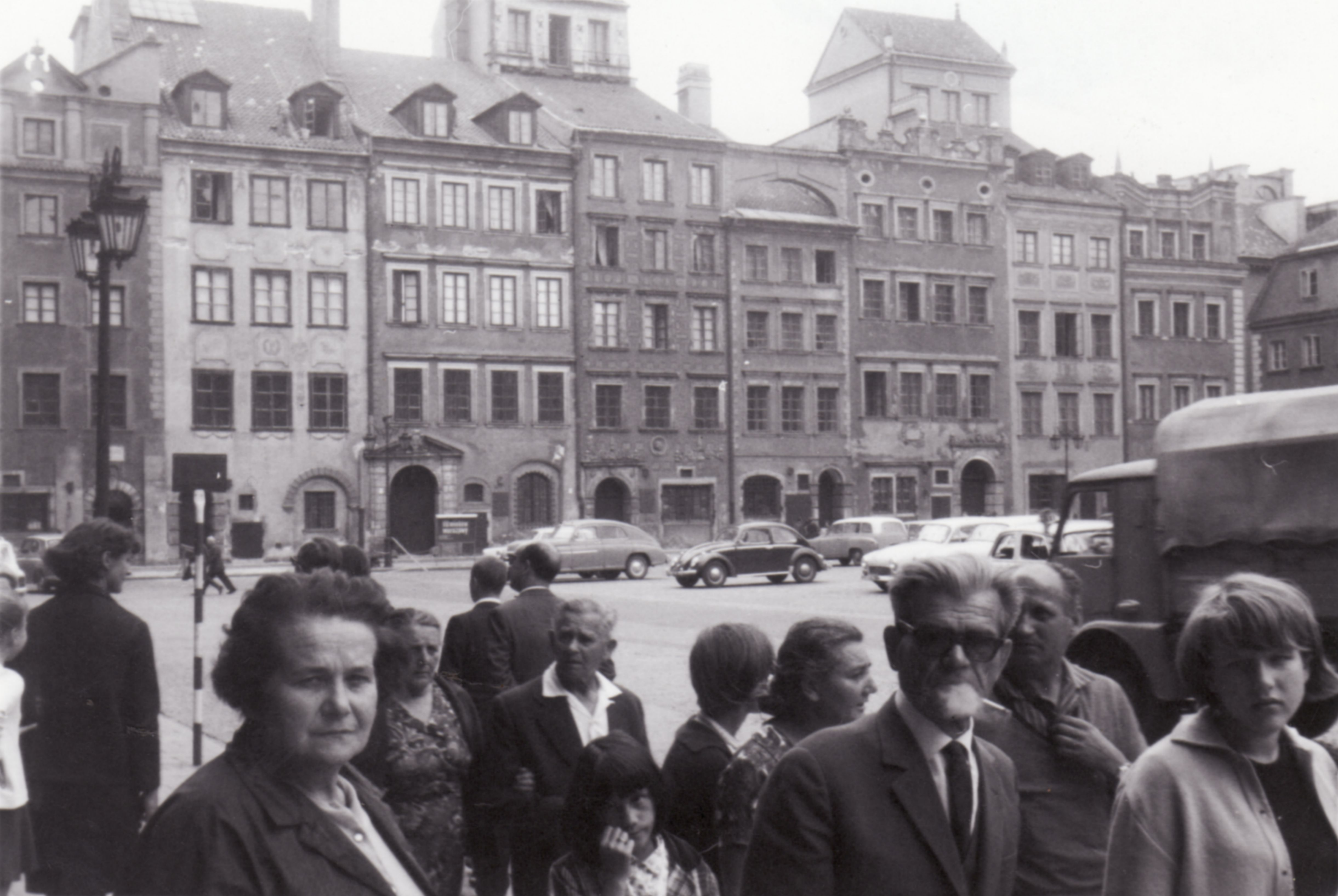
Odbudowana strona Dekerta w latach 50. XX wieku; kamienica Gagatkiewicza druga od lewej.

Kamienica Klemensowska (także: Gagatkiewicza, Teofilowska, Adamowska, Kotlarzewska) – budynek mieszkalny w Warszawie, zlokalizowany przy Rynku Starego Miasta pod numerem 40, po stronie Dekerta. Pierwsze zabudowania w tym miejscu powstały na przełomie XIV i XV wieku, jednak obecny budynek zbudowano najpewniej w II połowie XV wieku, a swój obecny kształt kamienica zawdzięcza dwóm przebudowom: w I połowie XVI wieku i pod koniec wieku XVIII. Obecnie mieści się w niej Muzeum Warszawy.

## Historia

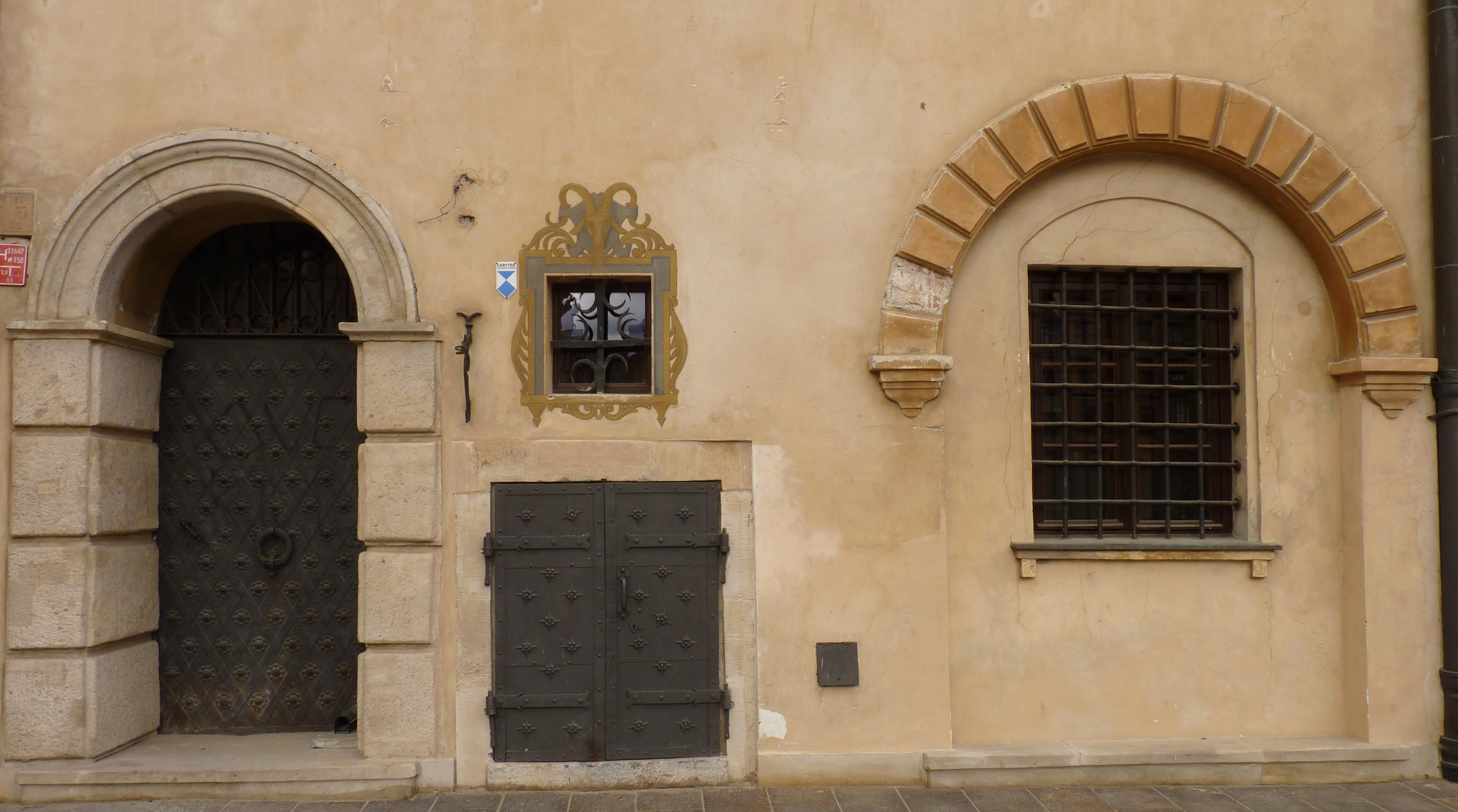
Fragment fasady

Pierwszym znanym właścicielem kamienicy był złotnik Teofil, dzięki któremu kamienica zyskała przydomek Teofilowska, używany przez dłuższy czas jeszcze po jego śmierci. To prawdopodobnie za jego czasów oryginalny dom mieszkalny przebudowano na gotycką kamienicę czynszową. Po jego śmierci przeszła ona we władanie wdowy po nim, Barbary. W latach 1566–1574 kamienica należała do lekarskiej rodziny Wojciecha Sobola, która rozbudowała kamienicę do trzech kondygnacji. Od końca XVI wieku aż do 1621 roku należała do aptekarza, rajcy miejskiego a ostatecznie burmistrza Warszawy Klemensa z Radziwia i jego syna Jana, który przejął po ojcu kamienicę i mieszczącą się w niej aptekę w roku 1598.
W połowie XVII wieku za sprawą poczmistrza królewskiego Karola Montelupiego w kamienicy urządzono pierwszy w Warszawie urząd pocztowy, czyli stację tzw. poczty wileńskiej obsługującej przesyłki między Krakowem a Wilnem. To za jego czasów pod kamienicą (oraz sąsiednią kamienicą Montelupich) wybudowano drugi poziom piwnic, a sama kamienica została przebudowana na trzytraktową. 
W XVIII wieku jednym z właścicieli kamienicy był bankier, kupiec i ławnik miejski Piotr de Riaucourt, który w 1743 zastąpił dotychczasowe mieszkalne poddasze dodatkowym piętrem. Po nim kamienica należała m.in. do włoskiego kupca Franciszka Maynoniego, a później do wojewody poznańskiego księcia Antoniego Barnaby Jabłonowskiego. W latach 1782–1813 dom należał do lekarza Wincentego Gagatkiewicza, który dokonał kolejnej przebudowy budynku na potrzeby założonej na parterze drukarni. Gruntownie przebudowano wnętrza, wymieniono sklepienia parteru oraz połączono dom frontowy z kuchnią, dotychczas wolnostojącym budynkiem w podwórzu. W tym stanie kamienica dotrwała do wybuchu drugiej wojny światowej, jedynie po 1865 podzielono ją na osobne mieszkania, a w 1928 artysta Tadeusz Gronowski wykonał na fasadzie budynku klasycyzujące polichromie. 
Inaczej niż większa część warszawskiej Starówki, kamienica w większości przetrwała powstanie warszawskie w relatywnie dobrym stanie: zniszczeniu uległa elewacja od strony podwórza, wnętrza zostały wypalone, a ściany wewnętrzne zawaliły się aż do poziomu sklepień nad parterem, jednak fasada od strony rynku pozostała tylko nieznacznie uszkodzona. W 1946 huraganowy wiatr zawalił fasadę do wysokości II piętra.  
W latach 1952−1953 kamienicę odbudowano wedle projektu Stanisława Żaryna i Jana Zientkiewicza. Odbudowany dom zewnętrznie nie różni się od przedwojennego oryginału, jednak we wnętrzach część pomieszczeń zregotycyzowano: rozebrano m.in. XVIII-wieczny strop nad parterem i zastąpiono go nowym, osadzonym na odkrytych gniazdach gotyckiego stropu z XV wieku. Zlikwidowano również dobrze zachowane oficyny.
W 1965 roku kamienica została wpisana do rejestru zabytków.